# Hermesturm

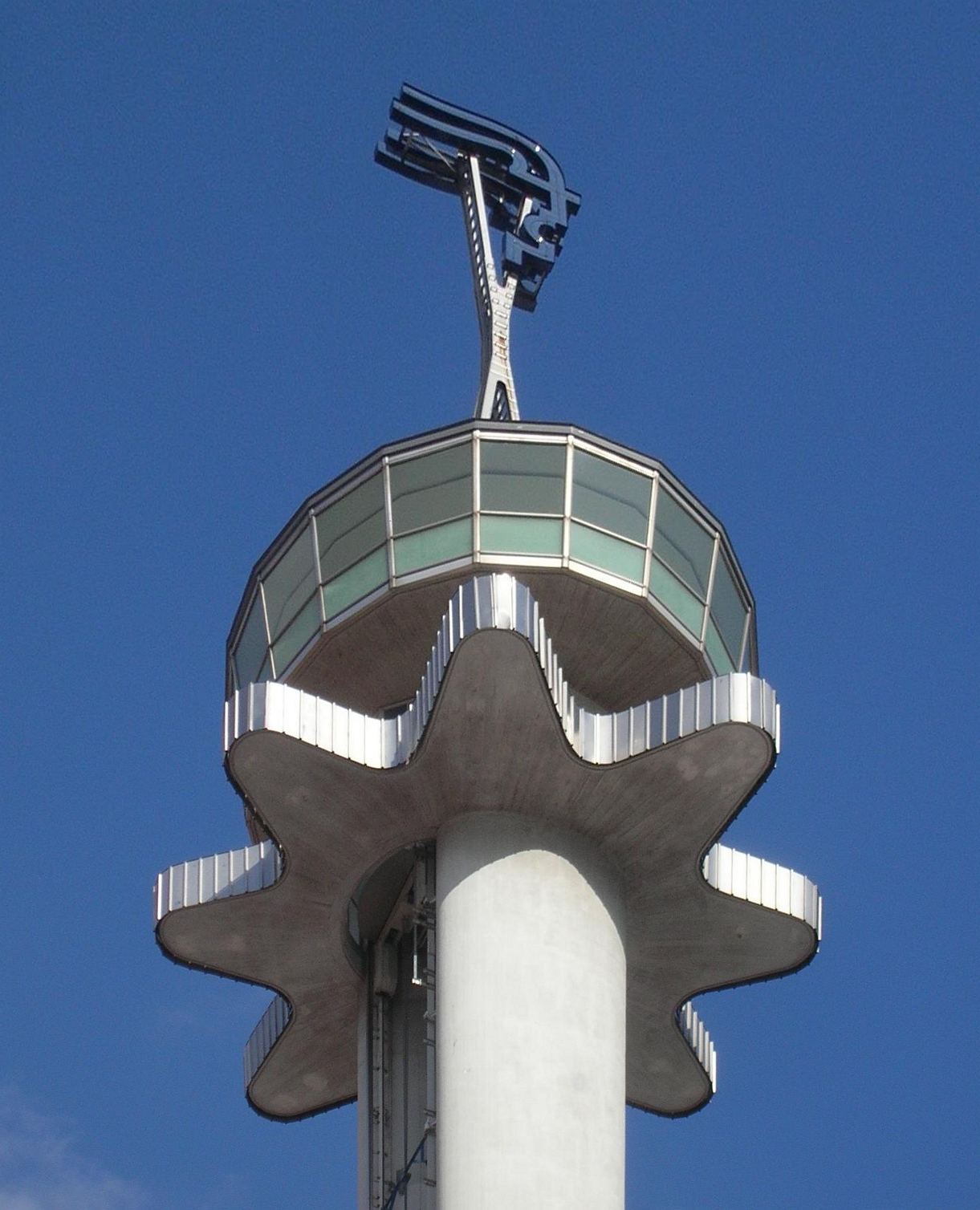
Die Spitze des Hermesturmes

Der Hermesturm in Hannover ist ein 1956 bis 1958 errichteter Aussichts- und Sendeturm in einer markanten Doppelröhrenkonstruktion aus Stahlbeton auf dem Messegelände Hannover und ist ein Denkmal. Er ist inklusive Antenne und dem Logo der Hannover-Messe 88,8 Meter hoch. Die Aussichtsplattform des Hermesturms befindet sich in einer Höhe von 65 Metern. Sie bietet Platz für rund 100 Besucher. Darüber lag ein Café. Nach oben führt ein Expresslift mit bis zu 14 Besuchern in etwa 15 Sekunden.
Während der Expo 2000 befand sich das Kunstobjekt Fahne des Künstlers Roman Signer am Hermesturm, die im Rundumlauf zur Begrüßung der Besucher geschwenkt wurde. 